# Bleset
Bleset är en kulle i Antarktis. Den ligger i Östantarktis. Norge gör anspråk på området. Toppen på Bleset är 2 325 meter över havet.
Terrängen runt Bleset är platt åt nordväst, men åt sydost är den kuperad. Trakten är obefolkad. Det finns inga samhällen i närheten.